# Robert F. Shugrue
Robert F. Shugrue (* 17. Januar 1937 in Santa Monica, Kalifornien; † 27. November 1999 in Los Angeles, Kalifornien) war ein US-amerikanischer Filmeditor.

## Leben
Robert F. Shugrue war der Sohn des Fotografen Frank Shugrue und der Studioassistentin Phyllis Harper. Sein Großvater Tom Shugrue arbeitete bereits als Elektriker bei den MGM-Studios und sein Bruder Michael Shugrue war Nachrichtenkameramann bei den NBC News. Er startete seine Filmkarriere 1956 als Schnittassistent bei dem Universal Television’s Revue Studio. Sein Spielfilmdebüt als Editor gab er 1966 mit dem Fernsehfilm Der Flug des Schreckens. In seiner Karriere war er viermal für einen Emmy nominiert, wobei er ihn 1982 für seinen Schnitt an einer Fernsehbiografie über die ehemalige israelische Ministerpräsidentin Golda Meir entgegennehmen durfte. 1991 erhielt er gemeinsam mit David Blangsted den Eddie-Award der American Cinema Editors.
Shugrue starb am 27. November 1999 im Alter von 62 Jahren an den Folgen eines Herzinfarktes. Erst im April 1999 hatte er eine Herzoperation hinter sich gebracht. Er selbst musste seine Karriere wegen Gesundheitsproblemen aufgeben. Er hinterließ drei Kinder: Nicole Shugrue, Postproduzentin bei Fox Searchlight, den Editor Robert Shugrue Junior, und seinen zweiten Sohn David Shugrue, sowie drei Enkel. Sein Schwiegersohn war der Editor Scot Scalise.

## Filmografie (Auswahl)
- 1966: Der Flug des Schreckens (The Doomsday Flight)
- 1967: Die Vier vom Amazonas (Sullivan’s Empire)
- 1968: Big John macht Dampf (Something for a Lonely Man)
- 1969: Frank Patch – Deine Stunden sind gezählt (Death of a Gunfighter)
- 1970: Ein Fressen für die Geier (Two Mules for Sister Sara)
- 1972: Die schrecklich lange Nacht (The Longest Night)
- 1973: Jefferson Bolt – Reisender in Dynamit (That Man Bolt)
- 1984: Indict and Convict (Fernsehfilm)
- 1974: California Kid (The California Kid)
- 1974: Houston, bitte kommen … (Houston, We've Got a Problem)
- 1976: Der Pflichtverteidiger (Mallory: Circumstantial Evidence)
- 1980: Hebt die Titanic (Raise the Titanic)
- 1982: Golda Meir (A Woman Called Golda) (TV-Film)
- 1983: Die Dornenvögel (The Thorn Birds)
- 1984: Jesse Owens – Idol und Legende (The Jesse Owens Story)
- 1984: Star Trek III: Auf der Suche nach Mr. Spock (Star Trek III: The Search for Spock)
- 1985: Das total ausgeflippte Sommercamp (Poison Ivy)
- 1985: Bis der Tod euch scheidet (Deadly Intentions)
- 1986: 52 Pick-Up
- 1988: Liebe ist mein Geschäft (Addicted to His Love)
- 1989: Dead Bang – Kurzer Prozess (Dead Bang)
- 1990: Powerplay (The Fourth War)
- 1990: Stephen Kings Es (Stephen King’s It)
- 1991: Nur die See kennt die Wahrheit (And the Sea Will Tell)
- 1992: Tödlicher Virus (Condition: Critical)
- 1993: Herz in Fesseln (Without a Kiss Goodbye)
- 1993: Leben am seidenen Faden (Born Too Soon)
- 1994: Blut auf schwarzer Seide (French Silk)
- 1994: Street Fighter – Die entscheidende Schlacht (Street Fighter: The Movie)
- 1994: Verabredung zum Mord (Beyond Obsession)
- 1996: Born free – Frei geboren (Born Free: A New Adventure)